# Plaza de Toros Rodolfo Gaona
La Plaza de Toros Rodolfo Gaona es un coso taurino ubicado en Cañadas de Obregón en el estado de Jalisco, en México.

## Historia
El primer nombre de este recinto fue Plaza de Cañadas, y fue edificada en el año 1680 como parte de la ranchería que dio origen a la actual población de Cañadas de Obregón. Esta plaza de toros está considerada una de las más antiguas de México y a la que algunos autores le atribuyen ser la más antigua del mundo.
En el decenio de 1920, la plaza taurina fue enajenada a Mónico Gómez, quien pretendía demolerla para ampliar la calle y vender los bloques de piedra de cantera que adornaban la fachada, las graderías y los palcos. Al enterarse los pobladores acerca de lo anterior, abogaron ante el Ayuntamiento de Cañadas —que no tenía por entonces el nombre añadido "de Obregón", en homenaje al general Álvaro Obregón (1880-1928)—, y el Cabildo, encabezado por el presidente municipal Teódulo García, en 1924 decidió adquirir el coso para que formara parte del patrimonio del municipio, al erogar aquel año, la suma de 1800 pesos.
Una vez comprada por el gobierno municipal, los regidores y los habitantes acordaron renombrarla Plaza de Toros Rodolfo Gaona, en homenaje a Rodolfo Gaona El Califa de León.
Se emplea para las corridas de toros que se celebran con motivo de las fiestas patronales de Nuestra Señora de la Luz.

## Descripción
Se atribuye su edificación a Agapito Gómez, cuenta con un palco formado por diez arcos de medio punto. Se trata de una plaza de toros de tercera categoría. Tiene una capacidad de 2.500 espectadores.
No está catalogada dentro de la zona de protección del centro histórico de Cañadas de Obregón ni como patrimonio cultural edificado histórico y artístico característico de la población.